# ライオンブリーチ
ライオンブリーチとは、かつてライオン油脂が販売していた塩素系漂白剤。衣類用としての他、台所用漂白剤・トイレ用洗剤として使われたこともある。

## 経緯
商品は、仕上げ剤トリオとして、柔軟剤ライオンソフターと液体洗濯糊ライオンハイスターチと共に1966年6月に発売された。
この当時、同業他社である花王は1962年8月に塩素系漂白剤「花王ブリーチ」を発売していたが、ライオンブリーチの登場による競合類似品への対抗と製品区別化のため、1ヵ月後の1966年7月に「花王ハイター」と改名して再発売した。
ライオンとしては、これだけで台所用・トイレ用洗剤としても使えるとしていたが、細かく製品ラインナップしていた競合製品のハイターには及ばなかったようである。
容器は黄色のボトルで、ラベルは青地で白抜き文字となっており、花王への対抗心の表れから、ライオンの字を変に強調したきらいがあった。またブリーチの字は逆に小さかった。
ただし発売開始当時は、ラベルのブリーチの文字は大きくライオンの文字は小さく書かれていて、新・漂白剤の文字とラベル下に、シャツの絵が描かれていて、真っ白に仕上げるの文字も書いてあった。

## 主成分
次亜塩素酸ナトリウム。濃度は5%。アルカリ性。漂白力・殺菌力ともに強い。
- 苛性ソーダ（水酸化ナトリウム）液に塩素ガスを溶かしたもの。鼻につんと来るのは塩素ガスが徐々に出てくるためだが、これと酸性の洗剤を一緒に使うと中和されて塩素ガスが猛烈に発生してくるので危険。決して一緒に使用したり同じ棚等においてはいけない。

## テレビコマーシャルなど
- 製品の売り上げは、今ひとつだったが、宣伝には力を入れていた。

テレビコマーシャルには積極的に力を入れ、ワイド番組の生コマーシャルは、ACC　CM大賞の、スタジオコマーシャル部門で、ACC賞2回と秀作賞1回を獲得した。
また、当時天才子供シンガーで、子供タレントとして活動していた、ロッキー&マリー（現ロッキー東郷・麻嘉まり）兄妹を、CMソングの歌手として起用するなどしていた。
このテレビコマーシャルに、子供を出したことから、ライバルの花王もハイターの、テレビコマーシャルに子供を登場させて、CMでも競争をした。

## ブライトへ変更
- 1975年6月にライオンは商品名を「ブライト」に変更した。これは、競合製品のハイターへの対抗上の意味合いからで、ボトルの色を白に変更し、ラベルも黒文字にするなど、新製品をアピールしていた。なおラベルには「台所用漂白剤としてもお使いいただけます」とあり、広範囲に使えることもアピールしている。

4ヶ月後の1975年10月には柔軟剤ライオンソフターも姿を消し、ソフランSに置き換わるなど、商品名の大幅な見直しが行われた時期でもある。
同時期に新しい仕上げ剤トリオとして液体洗濯糊「カインド」が発売されている。
その後漂白剤はブライトシリーズとして、台所用キッチンブライト、衣類用漂白剤として酸素系漂白剤カラーブライト（粉末）、鼻につんと来ないブライトアップと徐々に商品ラインを拡張した。

## メモ
- 現在、ライオンからは一般用の塩素系衣類用漂白剤は発売されていない（酸素系漂白剤に統一）が、業務用としてはライオン衣類用ブリーチが発売されている。この製品は、他社の塩素系漂白剤と同じ青いキャップと水色のボトルであり、ライオンの字は小さくブリーチの字は大きく書かれている。